# سيد رامين
سيد رامين (بالإنجليزية: Sid Ramin)‏ هو مؤلف موسيقى تصويرية وملحن أمريكي، ولد في 22 يناير 1919 في بوسطن في الولايات المتحدة.

## وصلات خارجية
- سيد رامين على موقع IMDb (الإنجليزية)
- سيد رامين على موقع ميوزك برينز (الإنجليزية)
- سيد رامين على موقع قاعدة بيانات برودواي على الإنترنت (الإنجليزية)
- سيد رامين على موقع قاعدة بيانات برودواي على الإنترنت (الإنجليزية)
- سيد رامين على موقع ديسكوغز (الإنجليزية)
- سيد رامين على موقع قاعدة بيانات الفيلم (الإنجليزية)